# Luigi Bruins
Luigi Bruins (Rotterdam, 9 marzo 1987) è un ex calciatore olandese, di ruolo centrocampista.

## Carriera

### Club

#### I primi anni
Bruins inizia a giocare a calcio all'età di sei anni. Essendo nato a Rotterdam mirava a giocare nel Feyenoord, così partecipa a una prova nelle giovanili. Tuttavia il Feyenoord decide di non far entrare Bruins nel settore giovanile. Alla fine Bruins entra nel settore giovanile dell'Excelsior, dove rimane fino al debutto in prima squadra nel 2005.

#### Excelsior (2004-2007)

##### Il debutto (2004-2006)
Bruins fa il suo debutto nel calcio professionistico con l'Excelsior nella stagione 2004-05. Il 28 gennaio 2005 sostituisce, al minuto 78 della partita contro l'FC Eindhoven, Santi Kolk. La partita contro l'Eindhoven è l'unica giocata nel corso di quella stagione.
La stagione 2005-06 è la stagione della svolta per Bruins. Sotto la gestione del nuovo allenatore Mario Been Bruins trova la sua posizione preferita come centrocampista destro in un 4-3-3. Bruins segna il suo primo gol da professionista alla prima giornata di campionato nella vittoria per 1-0 sul campo del Cambuur Leeuwarden il 12 agosto 2005. Fin dall'inizio dell'anno l'Excelsior si ritrova inaspettatamente a lottare nelle zone nobili della classifica e il 31 marzo 2006 con la vittoria per 3-1 contro il VVV-Venlo l'Excelsior vince la Eerste Divisie. Bruins svolge un ruolo importante per la vittoria segnando 4 gol in 35 partite.

##### In Eredivisie (2006-2007)
Dopo la sorprendente promozione, l'Excelsior è il massimo candidato alla retrocessione per la stagione 2006-07, infatti il club ha il budget più basso del campionato e solo pochi giocatori hanno già giocato in Eredivisie. Bruins fa il suo debutto in Eredivisie il 19 agosto 2006 nella sconfitta per 1-0 contro il Roda JC e segna il suo primo gol il 9 settembre 2006 quando realizza due calci di rigore nella vittoria per 3-1 contro l'Heerenveen. A fine stagione l'Excelsior termina il campionato in sedicesima posizione conquistando l'accesso ai play-off promozione/retrocessione. Vincendo contro il BV Veendam e contro l'RBC Roosendaal l'Excelsior rimane in Eredivisie.
Durante l'ultima stagione con l'Excelsior diversi club stranieri e olandesi tra cui l'Ajax, PSV, AZ Alkmaar e Tottenham Hotspur si interessano a Bruins. Tuttavia il 26 gennaio 2006 il Feyenoord annuncia la firma di Bruins. Il giovane passa al feyenoord a partire dalla stagione 2007-08, con un contratto quadriennale.

#### Feyenoord (2007-2012)
In un primo momento il trasferimento di Bruins viene oscurato dall'arrivo di giocatori esperti come Roy Makaay dal Bayern Monaco, Giovanni van Bronckhorst dal Barcellona e Kevin Hofland dal Wolfsburg. A causa della forte concorrenza ci si aspettava per Bruins un ruolo da comprimario, tuttavia dopo la partenza di Royston Drenthe, passato al Real Madrid, l'allenatore del Feyenoord Bert van Marwijk promuove Bruins tra i titolari facendolo giocare da ala sinistra. A fine stagione Bruins totalizza 6 gol in 27 partite.
Dopo diverse partite Bruins inizia lentamente a perdere il suo status di titolare nella stagione 2008-2009. Questo trend si conferma anche nella stagione successiva, tanto che l'agente del giocatore Sietje Mouch dichiara che è meglio che il giocatore lasci temporaneamente il Feyenoord nella finestra di mercato di gennaio 2010.
La stagione seguente colleziona poi 20 presenze e segna 2 gol giocando insieme a Luc Castaignos e Georginio Wijnaldum.

#### Breve esperienza al Salisburgo (2011)
Per la nuova stagione il Feyenoord riparte da capo senza Bruins che si vede costretto a cercarsi una nuova sistemazione. È in prova prima al Racing Genk di Mario Been, suo allenatore al Feyenoord, poi si allena con l'Excelsior, sua ex squadra, e infine l'11 ottobre 2011, dopo un altro periodo di prova, firma per il Salisburgo dell'allenatore olandese Ricardo Moniz. Il 19 dicembre seguente, dopo appena 3 partite disputate, il club austriaco dichiara che Bruins è diventato troppo superfluo e così annuncia la rescissione immediata del contratto.

#### Ritorno all'Excelsior
Il 7 marzo 2012 firma un contratto fino al termine della stagione con l'Excelsior Rotterdam, sua ex squadra. Debutta il 17 marzo nella vittoria interna per 2-1 al Roda JC.
Segna il suo primo gol il 2 maggio nel 2-2 contro il De Graafschap. Si ripete il 6 maggio, all'ultima giornata con la squadra ormai retrocessa, nella sconfitta per 1-3 contro il PSV.
Dopo 9 presenze e 2 gol segnati, lascia nuovamente la squadra di Rotterdam e rimane svincolato.

#### Il passaggio al Nizza
Il 15 gennaio 2013 viene acquistato a titolo definitivo dal Nizza, squadra militante nella Ligue 1.

### Nazionale

#### Nazionale olandese U-21
Bruins ha fatto parte della nazionale olandese per gli europei U-21 del 2007, vinti dall'Olanda dopo aver battuto per 4-1 la Serbia in finale, Bruins ha segnato il quarto gol contro la Serbia.
Nell'estate del 2008 Bruins è stato tra i pre-convocati per le Olimpiadi di Pechino 2008. Tuttavia non ha fatto parte della selezione che ha poi partecipato alla manifestazione.

## Palmarès

### Club

#### Competizioni nazionali
- Eerste Divisie: 1

Excelsior: 2005-2006
- Coppa dei Paesi Bassi: 1

Feyenoord: 2007-2008

### Nazionale
- Campionato d'Europa Under-21: 1

2007